# 1076
1076 (MLXXVI) je bilo prestopno leto, ki se je po julijanskem koledarju začelo na petek.

## Dogodki

### Investiturni boj
- 24. januar - Sinoda nemških škofov, ki jih je namestil cesar Henrika IV., odstavi papeža Gregorja VII.. Za Sveti sedež in papeža samega je odstavitev, pravno gledano, nična. Na papežev odgovor ni bilo potrebno dolgo čakati: ↓
- 22. februar → Papež Gregor VII. izobči rimsko-nemškega cesarja Henrika IV. in s tem izpolni grožnjo iz lanskega leta.
- Po smrti toskanskega mejnega grofa Godfreja III., ki je pripadnik cesarjeve stranke, oblast v Toskani prevzame njegova žena Matilda Toskanska, ki je podpornica papeštva.
- oktober → Na stanovskem zboru se zbere zbor nemških volilnih knezov, ki pričakuje, da se bo Henrik IV. uklonil papežu, drugače si bodo izvlili novega kralja. Henrik IV. poskusi izkoristiti nezadovoljstvo vernikov proti cerkveni oblasti v Lombardiji (patarenski upor), zato se  ↓
- december → Henrik IV. odpravi v Pavijo, kjer ima nekaj podpornikov. Švabski vojvoda in cesarjev nasprotnik Rudolf Rheinfeldeški zapre vse prelaze, ki vodijo v Italijo, vendar Henriku IV. vseeno uspe prečkati Alpe in v Lombardijo prispe v začetku naslednjega leta 1077 ↔

### Ostalo
- 25. december - Gniezno: Kronanje Boleslava II. za poljskega kralja.
- Anzelm Canterburyjski zaključi delo »Monologion«, ki vsebuje sloviti ontološki dokaz o obstoju Boga.
- Sojenje v Penenden Heathu: sodni proces v Angliji, ki je zadeva spore okoli posesti Canterburyjske nadškofije. Canterburyjski nadškof Lanfranc spodbija stanje posesti škofa Odo od Bayeuxa, sicer polbrata kralja Viljema, ki so  po njegovem mnenju protipravno odvzete v času vladavine anglo-danskega kralja Knuta Velikega - točneje - nosilca njegove oblasti grofa Godwina Wesseškega. Proces traja tri dni. V teh treh dneh Viljem zasliša številne plemiče in dostojanstvenike, tako normanske kot anglosaksonske ter nazadnje odloči v korist Lanfranca in Canterburyjske nadškofije, da se ji vrne posesti.
- Rekonkvista: barcelonski grof Rajmond Berengar I. zavzame mavrsko utrdbo Rocafort de Queralt.

- Almoravidi vsaj glede na arabske vire zavzamejo prestolnico Ganskega imperija (danes del Malija in Mavretanije) Koumbi Saleh. Glede na analize radioaktivnega ogljika obstaja domneva o kontinuiteti Ganskega imperija od 9. do 14. stoletja na tem območju.

## Rojstva
Neznan datum
- Abu Bakr ibn al-Arabi, andaluzijski islamski sodnik in pravnik († 1148)
- Mstislav I. Vladimirovič, novgorodski, rostovski in kijevski knez († 1132)
- Simon I., zgornjelorenski vojvoda († 1138)

## Smrti
- 26. februar - Godfrej III. Lotarinški, lotarinški vojvoda in toskanski mejni grof
- 31. maj - Waltheof Northumbrijski, zadnji anglosaksonski grof (* 1050)
- 27. december - Svjatoslav II., kijevski veliki knez (* 1027)

Neznan datum
- Robert I., burgundski vojvoda (* 1011)
- Somesvara II., indijski kralj Zahodne Čalukje
- Markvart IV. Eppenstein, mejni grof Kranjske, vojvoda Koroške